# Acanthogorgia fusca
Acanthogorgia fusca is een zachte koraalsoort uit de familie Acanthogorgiidae. De koraalsoort komt uit het geslacht Acanthogorgia. Acanthogorgia fusca werd in 1913 voor het eerst wetenschappelijk beschreven door Nutting. 